# Rockne Tarkington
Rockne Booth Tarkington (* 15. Juli 1931 in Junction City, Kansas; † 5. April 2015) war ein US-amerikanischer Schauspieler.

## Leben
Tarkington begann seine Karriere 1963 mit einer kleinen Episodenrolle in der Fernsehserie Alfred Hitchcock Presents. Im selben Jahr hatte er ein Spielfilmdebüt an der Seite von Jackie Gleason und Steve McQueen in der Komödie Ein Soldat steht im Regen. Neben zahlreichen weiteren Gastauftritten in Serien wie Verliebt in eine Hexe, Kobra, übernehmen Sie und High Chaparral war er in den 1960er Jahren auch in einigen weiteren Spielfilmen zu sehen, darunter Clarence, der schielende Löwe und Sierra Charriba. In der Kinderserie The Banana Splits Adventure Hour spielte er zwischen 1968 und 1969 die Rolle des Elihu Morgan.
1974 spielte er die Titelrolle des Samson im Blaxploitation-Film Black Samson, und erhielt weiterhin regelmäßig Gastrollen in Serien wie Baretta. Zwischen 1983 und 1984 war er in der wiederkehrenden Gastrolle des „Too Mean“ Malone in der Serie Matt Houston zu sehen. Seine letzte Spielfilmrolle hatte er 1994 in Lawrence Kasdans Western Wyatt Earp – Das Leben einer Legende.
Tarkington war zwischen 1968 und 1970 mit der Schauspielerin Joan Blackman verheiratet. In den 1990er Jahren zog er in seine Heimatstadt zurück, um sich dort um seine Mutter zu kümmern. Dort trat er später den Mormonen bei.

## Filmografie (Auswahl)

### Film
- 1963: Ein Soldat steht im Regen (Soldier in the Rain)
- 1965: Clarence, der schielende Löwe (Clarence, the Cross-Eyed Lion)
- 1965: Sierra Charriba (Major Dundee)
- 1970: Die große weiße Hoffnung (The Great White Hope)
- 1972: Der Blob (Beware! The Blob)
- 1973: Zum Killen dressiert (The No Mercy Man)
- 1974: Black Samson
- 1974: Black Starlet
- 1977: Die letzte Revanche (The Great Gundown)
- 1980: Der Mann aus Baltimore (The Baltimore Bullet)
- 1984: Krieg der Eispiraten (The Ice Pirates)
- 1988: Geschäft mit dem Tod (Under the Gun)
- 1994: Wyatt Earp – Das Leben einer Legende (Wyatt Earp)

### Fernsehen
- 1963: Alfred Hitchcock Presents
- 1964: Solo für O.N.C.E.L. (The Man from U.N.C.L.E.)
- 1966: Verliebt in eine Hexe (Bewitched)
- 1967: Kobra, übernehmen Sie (Mission: Impossible)
- 1968: High Chaparral (The High Chaparral)
- 1968–1969: The Banana Splits Adventure Hour
- 1978: Baretta
- 1979: Die Weiche steht auf Tod (Disaster on the Coastliner)
- 1981: Targoor – Reise ins Grauen (The Intruder Within)
- 1982–1884: Matt Houston
- 1987: MacGyver